# アロペー
アロペー（古希: Ἀλόπη, Alopē）は、ギリシア神話の女性である。長母音を省略してアロペとも表記される。エレウシースの暴君ケルキュオーンの娘で、ポセイドーンとの間にヒッポトオーンを生んだが、そのためにケルキュオーンに殺された。ヒュギーヌスによると、アロペーとポセイドーンの子の名前はヒッポトオス。
エウリーピデースは悲劇『アロペー』を書いたが散逸した。

## 神話
アロペーは大変に美しい女性だったのでポセイドーンに愛された。そしてアロペーはヒッポトオーンを生んだが、アロペーは子供の父親が誰なのか分からなかった。というのはポセイドーンはアロペーと交わったときその姿を誰にも見せなかったからである。
そのためアロペーは乳母に頼んで赤子を捨ててもらった。捨てられた赤子は牝馬に乳を与えられて生きのび、羊飼いが発見して拾って帰った。すると別の羊飼いが赤子を欲しがったので与えたが、赤子の身分を示す産着だけは与えなかったので、2人の羊飼いは産着をめぐって争いになり、ケルキュオーンのところにやって来て裁定を求めた。ところがケルキュオーンは問題の産着が、自分の娘の衣服から作られていることに気づき、乳母を問い詰めると、乳母はアロペーの子供であることを明かした。怒ったケルキュオーンはアロペーを投獄して殺させ、また赤子を捨てさせたが、赤子は再び牝馬に乳を与えられ、羊飼いたちに発見された。羊飼いたちにはこの赤子が神慮によって守護されていることは明らかだったので、馬にちなんでヒッポトオーンと名づけて養育した。またアロペーの遺体はポセイドーンが泉に変えた。
後にテーセウスがケルキュオーンを退治すると、ヒッポトオーンはアテーナイにやって来てエレウシースの返還を求めた。テーセウスはおたがい同じポセイドーンの子供だったので快く求めに応じた。なお、エレウシースからメガラーに通じる街道にアロペーの墓があった。